# Levamisol
Levamisol ist ein Arzneistoff aus der Gruppe der Imidazothiazole, der in der Tiermedizin als Mittel gegen Fadenwürmer (Anthelminthikum) eingesetzt wird. Darüber hinaus hat es eine stimulierende Wirkung auf das Immunsystem und kann bei chronischen Infektionen und Entzündungen sowie bösartigen Tumoren eingesetzt werden. Es ist das linksdrehende Isomer des Tetramisols und wird in der Medizin als Hydrochlorid oder Phosphat eingesetzt. Levamisolhydrochlorid ist ein weißes bis blass cremefarbenes, annähernd geruchloses, kristallines Pulver.
Bei immunhistologischen Assays (zum Beispiel APAAP) wird es zur Blockade unspezifischer endogener alkalischer Phosphatasen dem Substrat im letzten Färbeschritt zugefügt.
Es blockiert spezifisch nur die endogenen nicht-intestinalen Phosphatasen, nicht jedoch die im APAAP-Komplex aus Kälberdarm stammende alkalische Phosphatase. Damit wird einerseits die Spezifität der Färbung gewährleistet, andererseits die unspezifische Färbung endogener intestinaler Phosphatasen verhindert.

## Pharmakologie
Levamisol kann sowohl peroral als auch subkutan oder intramuskulär verabreicht werden. Es wird vorwiegend in der Leber verstoffwechselt und hat eine Plasmahalbwertszeit von 4,4 bis 5,6 Stunden.
Es liegt zu 20 bis 25 Prozent an Proteine gebunden vor.
Es wirkt vor allem als Acetylcholin-Mimetikum mit Wirkung auf den nikotinischen Acetylcholinrezeptor der Parasiten. Es bewirkt eine Depolarisation in den Ganglien und den motorischen Endplatten, und damit eine anhaltende spastische Lähmung der Parasiten. Die wurmabtötende Wirkung ist dosisabhängig und tritt nach circa ein bis drei Stunden ein. Einige Fadenwürmer wie Ostertagia spp. sind jedoch bereits resistent.
Neben dem antiparasitären Effekt stimuliert der Wirkstoff bereits in geringen Dosen auch das Immunsystem, die der des Thymopoietins (eines Hormons mit Wirkung auf den Thymus) entspricht. Es bewirkt eine Steigerung der Differenzierung  der T-Lymphozyten und der Aktivität der ausdifferenzierten T-Lymphozyten-Formen.

## Nebenwirkungen
Die häufigsten Nebenwirkungen sind Erbrechen und Durchfall. Darüber hinaus können anhaltende Erregungszustände sowie Hypersalivation, Lungenödeme, Atemnot und häufiger Harn- und Kotabsatz auftreten. Bei Menschen, die Träger des Histokompatibilitäts-Antigens HLA-B27 sind, kann die oft tödlich verlaufende Agranulozytose auftreten, weswegen Levamisol in Deutschland nicht im Handel ist. Die gefährlichsten Nebenwirkungen sind dabei die aplastische Anämie und die Vaskulitis, ferner durch den Abbau von Levamisol zu Aminorex, die pulmonale Hypertonie.

## Streckmittel in Kokain
Zunehmend wird die Beimischung von Levamisol zu Kokain als Streckmittel beobachtet, das 2016 in ca. 70 % der Proben mit einem mittleren Anteil von 13,2 % gefunden wurde. Im April 2011 enthielten bereits über 80 % aller Proben der amerikanischen Drogenbekämpfungsbehörde Levamisol.

## Handelsnamen
Veterinärmedizin: Belamisol, Chronomintic ad us. vet., Citarin-L, Concurat-L, Levovermax kutan, Nematovet, Nilverm nova, niratil pour on, Ripercol Drench, Levamicil, Vetamisol Spot-on